# 臼田駅
臼田駅（うすだえき）は、長野県佐久市下越にある、東日本旅客鉄道（JR東日本）小海線の駅である。

## 歴史
- 1915年（大正4年）12月28日：佐久鉄道 中込 - 羽黒下間の開通と同時に、三反田駅（さんだんだえき）として開業。旅客・貨物の取扱を開始[4]。
- 1934年（昭和9年）9月1日：佐久鉄道を国有化し、鉄道省小海北線（→小海線）に編入[5]。同線の駅となる[6]。
- 1963年（昭和38年）10月1日：自治体の合併に伴い、臼田駅に改称[1]。
- 1970年（昭和45年）10月1日：貨物の取り扱いを廃止[4]。
- 1981年（昭和56年）3月22日：業務委託駅となる[7]。
- 1984年（昭和59年）2月1日：荷物の扱いを廃止[4]。
- 1987年（昭和62年）4月1日：国鉄分割民営化により、JR東日本の駅となる[8]。
- 2020年（令和2年）10月12日：ATACSを応用した地方交通線向け列車制御システム（無線式列車制御システム）の導入[9][10]に伴い、交換設備廃止。
- 2021年（令和3年）：2番線（小淵沢方面）ホームが廃止となり、棒線化。
- 2024年（令和6年）
  - 3月24日：みどりの窓口の営業を終了[11][2]。
  - 4月1日：簡易委託化[2][3]。

## 駅構造
単式ホーム1面1線を持つ地上駅である。かつては2面3線の構造で、その後相対式ホーム2面2線となっていたが、無線式列車制御システム導入に伴い、旧下り線ホームのみの棒線駅となった。
佐久市が窓口業務を受託する簡易委託駅で、自動券売機が設置されている。

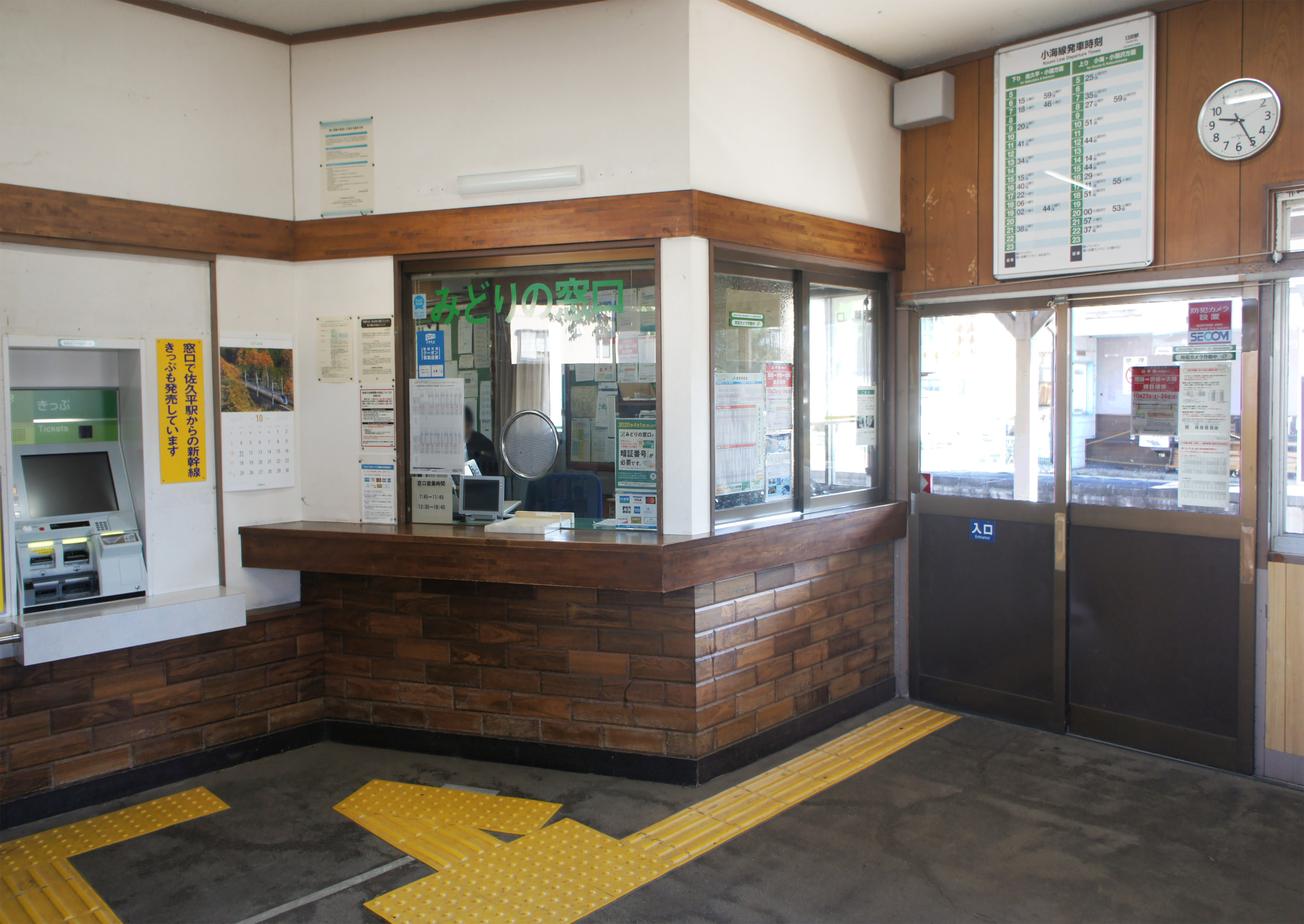
改札口（2021年10月）
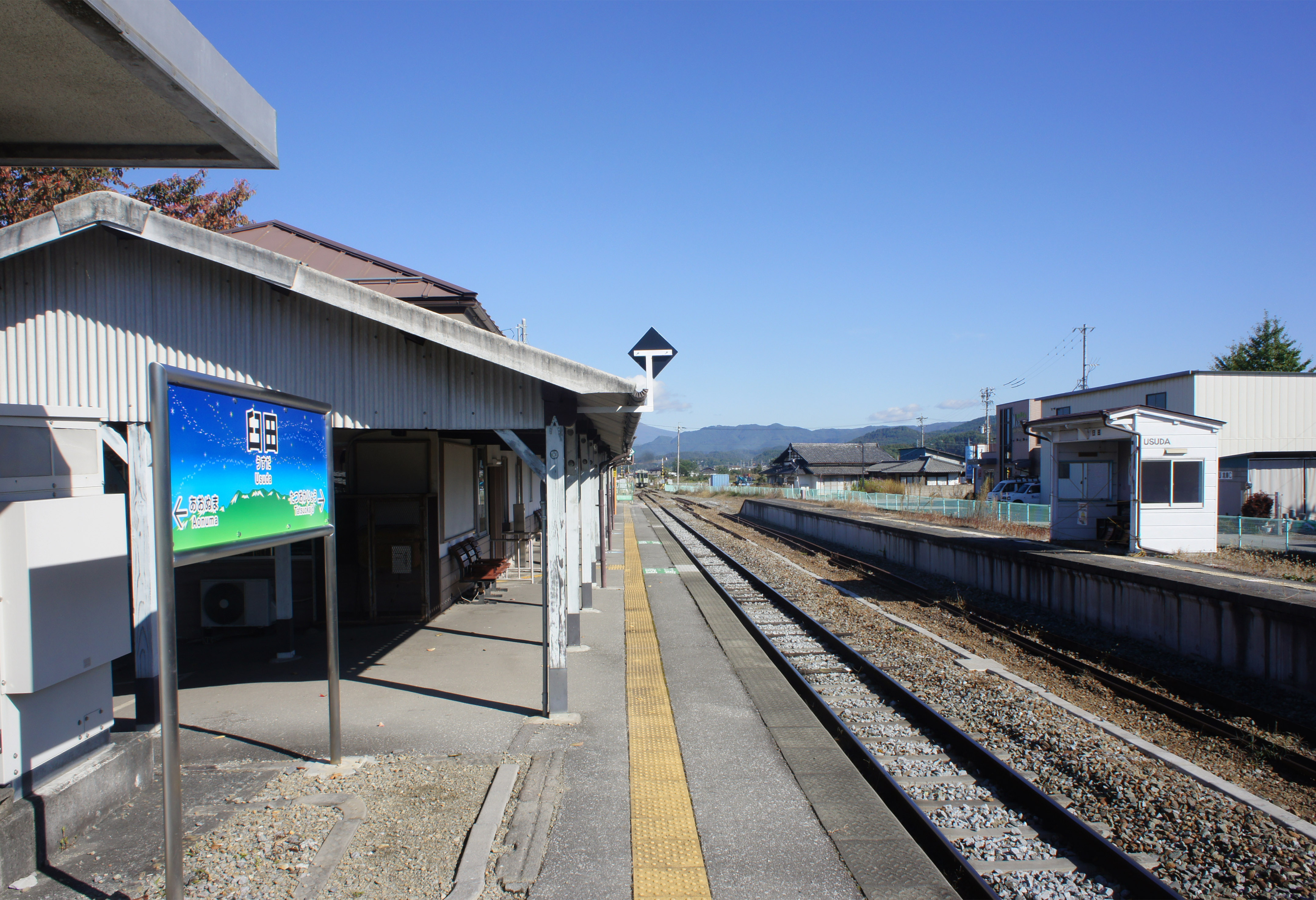
ホーム（2021年10月）

## 利用状況
JR東日本によると、2023年度（令和5年度）の1日平均乗車人員は159人である。
2000年度（平成12年度）以降の推移は以下のとおりである。
| 1日平均乗車人員推移 | 1日平均乗車人員推移 | 1日平均乗車人員推移 | 1日平均乗車人員推移 | 1日平均乗車人員推移    |
| 年度                | 定期外              | 定期                | 合計                | 出典                   |
| ------------------- | ------------------- | ------------------- | ------------------- | ---------------------- |
| 2000年（平成12年）  |                     |                     | 389                 | [ 利用客数 2 ]         |
| 2001年（平成13年）  |                     |                     | 336                 | [ 利用客数 3 ]         |
| 2002年（平成14年）  |                     |                     | 315                 | [ 利用客数 4 ]         |
| 2003年（平成15年）  |                     |                     | 311                 | [ 利用客数 5 ]         |
| 2004年（平成16年）  |                     |                     | 290                 | [ 利用客数 6 ]         |
| 2005年（平成17年）  |                     |                     | 270                 | [ 利用客数 7 ]         |
| 2006年（平成18年）  |                     |                     | 243                 | [ 利用客数 8 ]         |
| 2007年（平成19年）  |                     |                     | 238                 | [ 1 ] [ 利用客数 9 ]   |
| 2008年（平成20年）  |                     |                     | 245                 | [ 利用客数 10 ]        |
| 2009年（平成21年）  |                     |                     | 244                 | [ 1 ] [ 利用客数 11 ]  |
| 2010年（平成22年）  |                     |                     | 254                 | [ 13 ] [ 利用客数 12 ] |
| 2011年（平成23年）  |                     |                     | 265                 | [ 利用客数 13 ]        |
| 2012年（平成24年）  | 102                 | 133                 | 236                 | [ 利用客数 14 ]        |
| 2013年（平成25年）  | 97                  | 140                 | 237                 | [ 利用客数 15 ]        |
| 2014年（平成26年）  | 94                  | 145                 | 240                 | [ 利用客数 16 ]        |
| 2015年（平成27年）  | 86                  | 149                 | 235                 | [ 利用客数 17 ]        |
| 2016年（平成28年）  | 86                  | 139                 | 225                 | [ 利用客数 18 ]        |
| 2017年（平成29年）  | 80                  | 142                 | 223                 | [ 利用客数 19 ]        |
| 2018年（平成30年）  | 76                  | 132                 | 208                 | [ 利用客数 20 ]        |
| 2019年（令和元年）  | 63                  | 124                 | 187                 | [ 利用客数 21 ]        |
| 2020年（令和02年）  | 35                  | 101                 | 137                 | [ 利用客数 22 ]        |
| 2021年（令和03年）  | 47                  | 94                  | 141                 | [ 利用客数 23 ]        |
| 2022年（令和04年）  | 50                  | 93                  | 143                 | [ 利用客数 24 ]        |
| 2023年（令和05年）  | 59                  | 100                 | 159                 | [ 利用客数 1 ]         |

## 駅周辺
- 佐久市臼田支所[1]（旧・臼田町役場）
- 佐久市立臼田中学校
- 長野県厚生連佐久総合病院[1]
- 龍岡城（直線距離では隣駅の龍岡城駅より近い）[1]
  - 佐久市立田口小学校（2023年閉校）
- 臼田駅前簡易郵便局
- ツルヤ臼田店
- 日本で海から一番遠い地点（最寄り駅。当該地点は山中にある）

### 乗合タクシー
平日のみ佐久総合病院への送迎タクシーがある。
かつては千曲バスによる運行のバス路線だったが、2019年（令和元年）11月1日からは高原タクシーによる運行となり、現在に至る。

## 隣の駅
※臨時快速「HIGH RAIL 1375」の隣の停車駅については、「HIGH RAIL 1375」を参照のこと。
東日本旅客鉄道（JR東日本）
■小海線
青沼駅 - 臼田駅 - 龍岡城駅

### 記事本文
1. 1 2 3 4 5 6 7 8 9 10 11 12 13  信濃毎日新聞社出版部『長野県鉄道全駅 増補改訂版』信濃毎日新聞社、2011年7月24日、145頁。ISBN 9784784071647。
2. 1 2 3  「みどりの窓口営業今春終了 小海線・臼田駅 切符販売は市が受託の方針」『信濃毎日新聞』2024年2月14日。オリジナルの2024年2月14日時点におけるアーカイブ。2024年2月14日閲覧。
3. 1 2 3  企画部広報広聴課、佐久市中央公民館館報編集委員会 編『広報佐久 令和6年4月号』佐久市、2024年4月1日、15頁。
4. 1 2 3  石野哲 編『停車場変遷大事典 国鉄・JR編 II』（初版）JTB、1998年10月1日、203頁。ISBN 978-4-533-02980-6。
5. ↑  大蔵省印刷局, ed (1934‐08-25). “鉄道省告示 第395号”. 官報 (国立国会図書館デジタルコレクション) (2296).
6. ↑  大蔵省印刷局, ed (1934‐08-25). “鉄道省告示 第396号”. 官報 (国立国会図書館デジタルコレクション) (2296).
7. ↑  長野鉄道管理局 編『写真でつづる長野鉄道管理局の歩み』長野鉄道管理局、1987年3月10日、480頁。
8. ↑  曽根悟（監修） 著、朝日新聞出版分冊百科編集部 編『週刊 歴史でめぐる鉄道全路線 国鉄・JR』 3号 飯田線・身延線・小海線、朝日新聞出版〈週刊朝日百科〉、2009年7月26日、27頁。
9. ↑  『小海線への無線式列車制御システムの導入決定のお知らせ』（PDF）（プレスリリース）東日本旅客鉄道、2020年9月15日。オリジナルの2020年9月17日時点におけるアーカイブ。2020年9月17日閲覧。
10. ↑  『小海線への無線式列車制御システムの導入について』（PDF）（プレスリリース）東日本旅客鉄道、2020年3月10日。オリジナルの2020年3月10日時点におけるアーカイブ。2020年3月10日閲覧。
11. ↑  “駅の情報（臼田駅）：JR東日本”.   東日本旅客鉄道. 2024年3月1日時点のオリジナルよりアーカイブ。2024年3月1日閲覧。
12. ↑  “JR東日本：駅構内図・バリアフリー情報（臼田駅）”.   東日本旅客鉄道. 2025年6月3日閲覧。
13. ↑  『週刊 JR全駅・全車両基地』 12号 大宮駅・野辺山駅・川原湯温泉駅ほか92駅、朝日新聞出版〈週刊朝日百科〉、2012年10月28日、26頁。

### 利用状況
1. 1 2  “各駅の乗車人員（2023年度）”.   東日本旅客鉄道. 2024年7月21日閲覧。
2. ↑  “各駅の乗車人員（2000年度）”.   東日本旅客鉄道. 2019年4月15日閲覧。
3. ↑  “各駅の乗車人員（2001年度）”.   東日本旅客鉄道. 2019年4月15日閲覧。
4. ↑  “各駅の乗車人員（2002年度）”.   東日本旅客鉄道. 2019年4月15日閲覧。
5. ↑  “各駅の乗車人員（2003年度）”.   東日本旅客鉄道. 2019年4月15日閲覧。
6. ↑  “各駅の乗車人員（2004年度）”.   東日本旅客鉄道. 2019年4月15日閲覧。
7. ↑  “各駅の乗車人員（2005年度）”.   東日本旅客鉄道. 2019年4月15日閲覧。
8. ↑  “各駅の乗車人員（2006年度）”.   東日本旅客鉄道. 2019年4月15日閲覧。
9. ↑  “各駅の乗車人員（2007年度）”.   東日本旅客鉄道. 2019年4月15日閲覧。
10. ↑  “各駅の乗車人員（2008年度）”.   東日本旅客鉄道. 2019年4月15日閲覧。
11. ↑  “各駅の乗車人員（2009年度）”.   東日本旅客鉄道. 2019年4月15日閲覧。
12. ↑  “各駅の乗車人員（2010年度）”.   東日本旅客鉄道. 2019年4月15日閲覧。
13. ↑  “各駅の乗車人員（2011年度）”.   東日本旅客鉄道. 2019年4月15日閲覧。
14. ↑  “各駅の乗車人員（2012年度）”.   東日本旅客鉄道. 2019年4月15日閲覧。
15. ↑  “各駅の乗車人員（2013年度）”.   東日本旅客鉄道. 2019年4月15日閲覧。
16. ↑  “各駅の乗車人員（2014年度）”.   東日本旅客鉄道. 2019年4月15日閲覧。
17. ↑  “各駅の乗車人員（2015年度）”.   東日本旅客鉄道. 2019年4月15日閲覧。
18. ↑  “各駅の乗車人員（2016年度）”.   東日本旅客鉄道. 2019年4月15日閲覧。
19. ↑  “各駅の乗車人員（2017年度）”.   東日本旅客鉄道. 2019年4月15日閲覧。
20. ↑  “各駅の乗車人員（2018年度）”.   東日本旅客鉄道. 2019年7月24日閲覧。
21. ↑  “各駅の乗車人員（2019年度）”.   東日本旅客鉄道. 2020年7月18日閲覧。
22. ↑  “各駅の乗車人員（2020年度）”.   東日本旅客鉄道. 2021年7月29日閲覧。
23. ↑  “各駅の乗車人員（2021年度）”.   東日本旅客鉄道. 2022年8月12日閲覧。
24. ↑  “各駅の乗車人員（2022年度）”.   東日本旅客鉄道. 2023年7月11日閲覧。